# 曼寧鎮區 (北達科他州基德縣)
曼寧鎮區（英語：Manning Township）是位於美國北達科他州基德縣的一個鎮區。

## 地方資料
曼寧鎮區的面積為185.41平方千米，當中陸地面積為179.59平方千米，而水域面積為5.81平方千米。根據2020年美國人口普查的數據，當地共有人口63人，而人口密度為每平方千米0.34人。